# Pfefferbäume
Die Pflanzengattung der Pfefferbäume (Schinus, griechisch σχῖνοϛ (schinos) = Mastixbaum) gehört zur Familie der Sumachgewächse (Anacardiaceae). Sie vertragen Trockenheit sehr gut und werden häufig auch wegen ihrer eleganten Wuchsform kultiviert. Alle Schinus-Arten sind frostempfindlich und benötigen eine Mindesttemperatur von 5 °C. Die attraktiven Steinfrüchte werden bei einigen Arten auch als Gewürz verwendet, das Rosa Pfeffer genannt wird. Mit dem Pfefferstrauch, der schwarzen, weißen, grünen oder roten Pfeffer liefert, sind die Pfefferbäume nicht verwandt.

## Beschreibung
Schinus-Arten wachsen als Bäume oder Sträucher. Die wechselständigen Laubblätter sind gefiedert. Nebenblätter fehlen.
Es werden endständige, rispige Blütenstände mit Hochblättern gebildet. Die kleinen Blüten sind weißlich und fünfzählig mit doppelten Perianth. Der ringförmige Diskus ist breit. Es sind zwei Kreise mit je fünf Staubblättern vorhanden. Es werden kugelige Steinfrüchte gebildet.

## Vorkommen
Die Heimat liegt in Mittel- und Südamerika von Mexiko bis Argentinien.

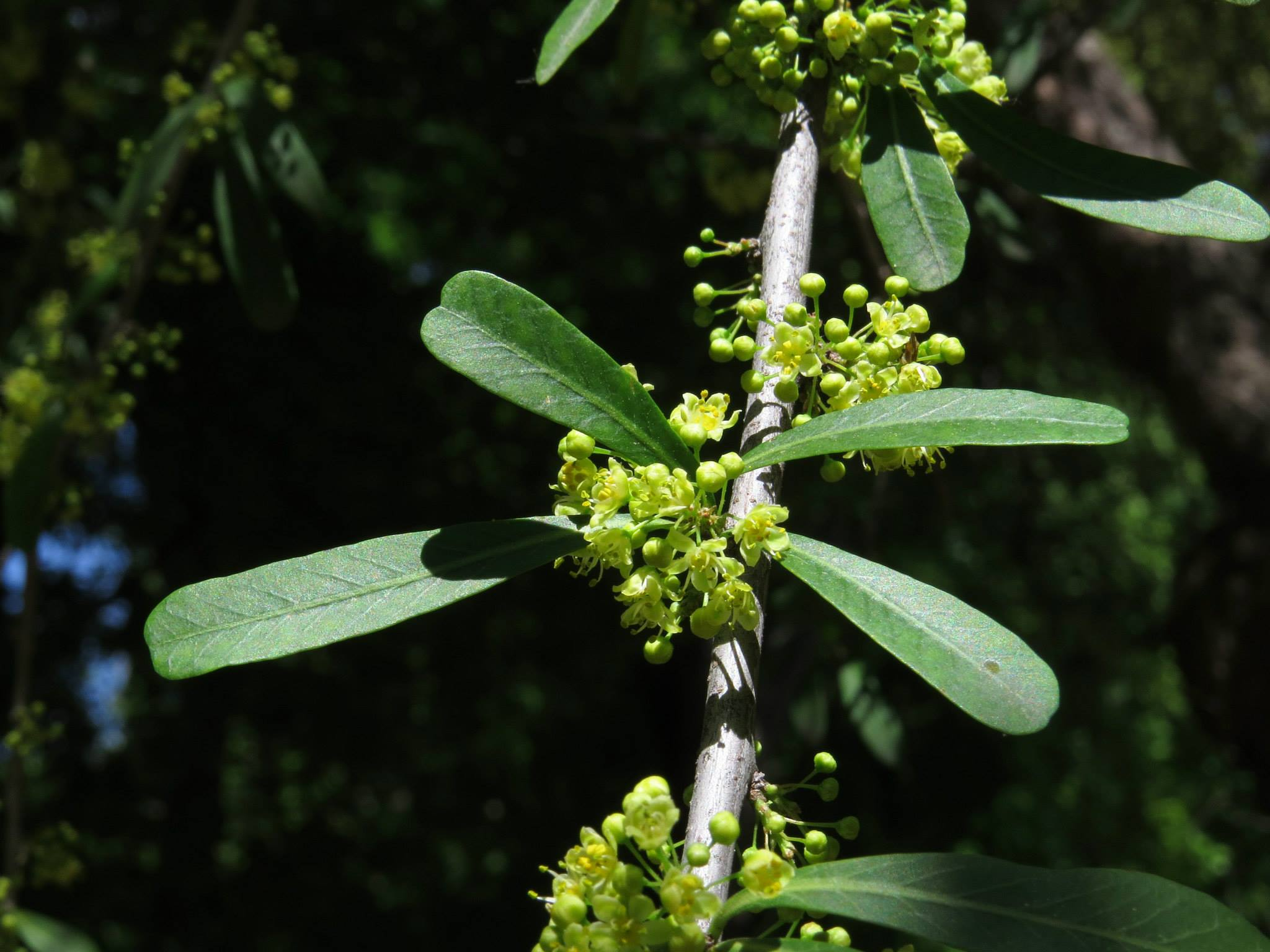
Schinus polygama

## Systematik
Der Gattungsname Schinus wurde 1753 von Carl von Linné in Species Plantarum, 1, S. 388–389 erstveröffentlicht. Typusart ist Schinus molle L. Ein Synonym für Schinus L. ist Duvaua Kunth. Sie werden in die Unterfamilie der Anacardioideae eingeordnet.
Es gibt etwa 30 Schinus-Arten (Auswahl):
- Schinus latifolia (Gillies ex Lindl.) Engl.: Die Heimat ist Chile; die Art wird aber auch in Kalifornien kultiviert.[1]
- Schinus lentiscifolia Marchand: Sie kommt in Brasilien, Argentinien und in Uruguay vor.[1]
- Peruanischer Pfefferbaum (Schinus molle L.)
- Schinus polygama (Cav.) Cabrera: Sie kommt in Argentinien und in Chile vor.[1]
- Brasilianischer Pfefferbaum (Schinus terebinthifolia Raddi)
- Schinus weinmanniifolia Mart. ex Engl.: Sie kommt in Brasilien, Argentinien, Paraguay und Uruguay vor.[1]